# Юзеф Стецький
Стецький Юзеф Вітольдович (1882—1940) — поміщик, останній власник маєтку Стецьких. Захоплювався полюванням і породистими жеребцями.

## Життєпис
Син Вітольда Стецького (1846—1920) і Юзефи Ганни Олени Лєдоховської (1852—1937).
Був одружений з Марією Микульською (1900—1949). У шлюбі мали дітей: Яна Губерта (1930-?), згодом одруженого з Іреною Марією Терезою Кокошка-Міхальовською (Kokoszka — Michałowska) (1931—2007); Олександра (1937-?).
У 1939 році родина була заарештована більшовиками. Юзефа Стецького енкаведисти вивезли до Києва, де розстріляли. Є версія, що поховали його в одній з могил у Биківні
Марію з дітьми вислали до Казахстану, втім у 1946 році вона змогла з синами повернутись до Польщі. Померла у Вроцлаві.